# 黑眉柳莺
黑眉柳莺（学名：Phylloscopus ricketti）为柳莺科柳莺属的鸟类。该物种的模式产地在福建。
在中國繁殖；在老撾、泰國和柬埔寨過冬。  
自然棲息地是溫帶森林以及亞熱帶或熱帶的潮濕低地森林。